# Mora (Familienname)
Mora ist ein spanischer Familienname.

## Namensträger
- Mora (Sänger) (* 1992), puerto-ricanischer Produzent und Songwriter

### A
- Adrián Mora (* 1997), mexikanischer Fußballspieler
- Andrés de la Mora (* 1994), mexikanischer Schauspieler
- Ángeles Mora (* 1952), spanische Lyrikerin
- Arturo Mora (* 1987), spanischer Radrennfahrer

### B
- Barry Mora (1940–2021), neuseeländischer Opernsänger (Bariton)
- Bernardo de Mora (1614–1684), spanischer Bildhauer
- Bruno Mora (Fußballspieler) (1937–1986), italienischer Fußballspieler
- Bruno Mora (Ringer), uruguayischer Ringer

### C
- Carlos Mora (* 2001), costa-ricanischer Fußballspieler
- Constancia de la Mora (1906–1950), spanische Adlige
- Christian Mora (* 1997), italienischer Fußballspieler
- Cristian Mora (* 1979), ecuadorianischer Fußballspieler

### D
- David Mora, französischer Schauspieler

### E
- Eduardo Medina Mora (* 1957), mexikanischer Jurist und Politiker
- Emilio Mora (* 1978), mexikanischer Fußballspieler
- Enrique de la Mora y Palomar (1907–1978), mexikanischer Architekt

### F
- Fabiola de Mora y Aragón (1928–2014), Königin von Belgien
- Felipe Mora (* 1993), chilenischer Fußballspieler
- Ferenc Móra (1879–1934), ungarischer Schriftsteller
- Fernando de la Mora (Politiker) (1775–1835), Politiker aus Paraguay
- Fernando de la Mora (Sänger) (* 1958), mexikanischer Sänger (Tenor)
- Francisco Mora (1922–2002), mexikanischer Architekt
- Francisco de Mora (1553–1610), spanischer Renaissance-Architekt
- Francisco Blake Mora (1966–2011), mexikanischer Politiker
- Francisco Javier Mora, mexikanischer Fußballspieler
- Francisco Serapio Mora (1801–1880), mexikanischer Botschafter

### G
- Georges Mora, (1913–1992), deutsch-australischer Kunsthändler
- Gilberto Mora (Fußballspieler, 1976) (Gilberto Mora Olayo, * 1976), mexikanischer Fußballspieler und -trainer
- Gilberto Mora (Fußballspieler, 2008) (Gilberto Rafael Mora Zambrano, * 2008), mexikanischer Fußballspieler

### H
- Henry Orlando Ruiz Mora (* 1973), honduranischer Geistlicher, Bischof von Trujillo

### I
- Isidoro Mora (* 1970), nicaraguanischer Geistlicher, Bischof von Siuna

### J
- Jaime de Mora y Aragón (1925–1995), spanischer Schauspieler
- Jairo Mora Sandoval (1987–2013), costa-ricanischer Biologe
- Jeidy Mora (* 2004), kolumbianische Leichtathletin
- Jim E. Mora (James Ernest Mora; * 1935), US-amerikanischer American-Football-Trainer
- Jim L. Mora (James Lawrence Mora; * 1961), US-amerikanischer American-Football-Trainer
- Joaquín Mora (1905–1979), argentinischer Pianist, Gitarrist, Bandleader und Komponist
- Jorge Mora (* 1991), mexikanischer Fußballspieler
- Jorge Mora Caldas (1928–2021), kolumbianischer Jurist und Historiker
- José de Mora (1642–1724), spanischer Bildhauer
- José Mora (Bischof) (1639–1707), spanischer Geistlicher
- José Mora Otero (1897–1975), uruguayischer Politiker, Diplomat und Rechtsanwalt
- José Miguel Mora Porras (1816–1887), 1849 Präsident von Costa Rica
- Joseph Mora (Joseph Martín Mora Cortéz, * 1993), costa-ricanischer Fußballspieler
- Juan Mora (Schiedsrichter) (Juan Mora Araya; * 1989), costa-ricanischer Fußballschiedsrichter
- Juan Mora Cid (* 1983), chilenischer Filmemacher
- Juan Mora Fernández (1784–1854), costa-ricanischer Politiker, Präsident 1824 bis 1833
- Juan Gómez de Mora (1586–1648), spanischer Architekt
- Juan Luis Mora (* 1973), spanischer Fußballtorhüter
- Juan Rafael Mora Porras (1814–1860), costa-ricanischer Politiker, Präsident 1849 bis 1859
- Juan Vicente Pérez Mora (1909–2024), venezolanischer Supercentenarian

### L
- Laura Mora (* 1981), kolumbianische Filmemacherin
- Lola Mora (1866–1936), argentinische Bildhauerin
- Lorenzo Mora (* 1998), italienischer Schwimmer
- Luca Mora (* 1988), italienischer Fußballspieler
- Luigi Infanti della Mora (* 1954), italienischer Geistlicher, Apostolischer Vikar von Aysén
- Luis Alberto Parra Mora (1944–2023), kolumbianischer Geistlicher, Bischof von Mocoa-Sibundoy

### M
- Manuel Mora (Rugbyspieler) (* 1985), spanischer Rugby-Union-Spieler
- Manuel Mora Valverde (1909–1994), costa-ricanischer Parteifunktionär (Vanguardia Popular)
- Manuel Eugenio Salazar Mora (* 1958), costa-ricanischer Geistlicher, Bischof von Tilarán-Liberia
- María Teresa Mora (1902–1980), kubanische Schachspielerin
- Marina Mora (* 1979), peruanisches Model
- Maxime Mora (* um 1980), französischer Badmintonspieler
- Meike Shedden Mora (* 1981), Ärztin, Professorin für Psychosomatik, klinische Psychologie und Psychotherapie
- Miguel Mora (Radsportler) (1936–2012), spanischer Radrennfahrer
- Miguel Mora (Journalist, 1965) (* 1965), nicaraguanischer Journalist
- Miguel Mora (Fußballspieler) (* 1974), spanischer Fußballspieler
- Miguel Mora (Basketballspieler) (* 1987), spanischer Basketballspieler
- Miguel Mora Diaz (* 1964), spanischer Journalist
- Mirka Mora (1928–2018), französisch-australische Künstlerin

### N
- Naima Mora (* 1984), US-amerikanisches Model
- Narciso Martín Mora Díaz (* 1942), kubanischer Diplomat
- Néstor Mora (1963–1995), kolumbianischer Radrennfahrer
- Nílson Esídio Mora (* 1965), brasilianischer Fußballspieler

### O
- Octavio Mora (* 1965), mexikanischer Fußballspieler und -trainer
- Orestes Mora (* 1962), kubanischer Radrennfahrer

### P
- Patrick Mora (* 1952), französischer Physiker
- Paul Robert Mora (* 1967), neuseeländischer Banker
- Philippe Mora (* 1949), australischer Regisseur

### R
- Rick Mora (* 1975), US-amerikanisches Model und Schauspieler
- Rodrigo Mora (* 1987), uruguayischer Fußballspieler
- Rodrigo Mora  (* 2007), portugiesischer Fußballspieler
- Rosa Castañeda de Mora, guatemaltekische Sozialaktivistin und Politikerin

### S
- Sebastián Mora (* 1988), spanischer Radrennfahrer
- Sergio Mora (* 1980), US-amerikanischer Boxer
- Simon Mora (* 1977), deutscher Schauspieler

### T
- Terézia Mora (* 1971), ungarische Autorin und Übersetzerin

### U
- Ute Mora (1945–2003), deutsche Schauspielerin

### V
- Víctor Mora (Comicautor) (1931–2016), spanischer Comicautor
- Víctor Mora (Leichtathlet) (* 1944), kolumbianischer Leichtathlet
- Vinzenz Mora (1922–2021), französischer Ordensgeistlicher